# آتش اصفهانی
آتش اصفهانی از شعرای پارسی گوی اواخر دوره قاجار و ابتدای دوره پهلوی است.

## نام و نسب
میرزا حسن اصفهانی فرزند ملا محمد صادق اصفهانی (درگذشت: ۱۳۲۸ق) در سال ۱۲۸۴ ق یا ۱۲۸۶ق در اصفهان به دنیا آمد.
علاوه بر شاعری در هنرهای بسیاری چیره‌دست گشت و در وادی شعر نیز بر اثر تماس با عنقای اصفهانی و عمان سامانی و آشفته و حیدر کمالی دارای ذوق فراوان شد. وی در اول امر تخلص بینوا را برگزیده بود ولی بعدها تخلصش را به آتش تغیر داد.

## سبک شعری
آتش اگر چه در عصر مشروطه می‌زیست ولی تمایل به سبک هندی داشت و از کلیم کاشانی و صائب تبریزی بسیار استقبال می‌نمود. بیشتر اشعار او غزل است و دیوانش که در حدود ۶ هزار بیت باشد را جلال الدین همایی تصحیح کرده و در اصفهان توسط کتابفروشی ثقفی اصفهانی منتشر شده‌است.
همچنین کاملترین دیوان آتش اصفهانی شامل زندگی‌نامه و نقد و بررسی ساختار و محتوای شعر او به مقدمه و تصحیح سجاد رسولی نوده در سال ۱۳۹۲ توسط انتشارات اقبال در تهران به چاپ رسیده‌است.

## نمونه شعر
| گفتی مرا بعشق که باید زجان گذشت |  | جانم توئی چگونه توانم ازآن گذشت |

| لب اگراین است که من دیده‌ام |  | زاهد صد ساله شود بت‌پرست |

## درگذشت
آتش اصفهانی در سال ۱۳۰۹ خورشیدی درگذشت و پیکرش را در تکیه فاضل سراب در تخت فولاد اصفهان به خاک سپردند.